# مکسول ریچارد بنت
مکسول ریچارد بنت(انگ‍: Maxwell Richard Bennett، متولد ۱۹ فوریه ۱۹۳۹) یک دانشمند علوم اعصاب استرالیایی است که در زمینه عملکرد سیناپس‌ها تخصص دارد.

## زندگی
مکس بنت دانش‌آموز کالج کریستین برادرز در سنت کیلدا بود و در سال ۱۹۵۹م، تحصیلات کارشناسی خود را در رشته مهندسی برق و فیزیک در دانشگاه ملبورن به پایان رساند. او در همان زمان انجمن آتنی را بنیان نهاد که به مطالعه و درک آثار افلاطون، ارسطو و ویتگنشتاین اختصاص داشت.
علاقه او به مغز و ذهن، او را به پژوهش‌های تحصیلات تکمیلی در زمینه زیست‌شناسی و سیناپس‌ها (۱۹۶۳–۱۹۶۶) سوق داد. در سال ۱۹۶۸، وی به عنوان مدرس فیزیولوژی در دانشگاه سیدنی مشغول به کار شد. در سال ۱۹۸۰، او اولین و بزرگ‌ترین مرکز برتری پژوهشی را از میان ۱۰ مرکز برتر که توسط دولت استرالیا در تمام رشته‌های دانشگاهی تأسیس شده بود، دریافت کرد.
پس از آن، او به مقام پرسونال چیر  ارتقا یافت که دومین مورد در تاریخ دانشگاه بود و سپس به عنوان استاد علوم اعصاب منصوب شد. در سال ۲۰۰۰، او به عنوان اولین کرسی دانشگاهی  انتخاب شد که برای تحقیقاتی با شناخت بین‌المللی و برجسته اعطا می‌شود. در سال ۲۰۰۳، او به عنوان مدیر بنیان‌گذار مؤسسه تحقیقات مغز و ذهن در سیدنی منصوب شد، سمتی که تا سال ۲۰۱۴ و در ۷۵ سالگی همچنان در اختیار داشت.

## علوم اعصاب
پس از فارغ‌التحصیلی در رشته مهندسی برق در سال ۱۹۶۳م، و آغاز تحقیقات تحصیلات تکمیلی در زیست‌شناسی، بنت کشف کرد که پارادایم پذیرفته‌شده برای نزدیک به ۵۰ سال که تنها دو انتقال‌دهنده عصبی، نورآدرنالین و استیل‌کولین وجود دارند، نادرست است و حداقل دو انتقال‌دهنده دیگر نیز وجود دارند.
این انتقال‌دهنده‌های غیر آدرنرژیک و غیر کولینرژیک (NANC) بر روی سلول‌های عضلانی صاف تأثیر می‌گذارند و از طریق ورود یون‌های کلسیم پتانسیل‌های عملی تولید می‌کنند که اولین بار توسط او شناسایی شد. در سال‌های بعد، بنت و همکارانش سازوکار انتقال NANC را که شامل پورین‌ها، نوروپپتیدها و نیتریک اکسید است، روشن کردند.
در سال ۱۹۷۲، او کشف کرد که پایانه‌های عصبی آسیب‌دیده، به‌طور دقیق در همان محل روی یک سلول عضلانی مخططبازسازی می‌شوند، که نشان‌دهنده وجود مولکول‌های تشکیل‌دهنده سیناپس روی سلول‌های عضلانی است. در سال ۲۰۰۱، بنت و همکارانش نشان دادند که پس از ایجاد یک پایانه عصبی، سلول‌های گلیالی غلاف‌دار می‌توانند در عرض چند دقیقه شکل‌گیری سیناپس‌های جدید را بر روی سلول‌های عضلانی بالغ هدایت کنند.
در سال ۲۰۰۷، او مشاهده کرد که سلول‌های میکروگلیای مغز می‌توانند امواج کلسیمی را هدایت کنند که از طریق آزادسازی انتقال‌دهنده‌های NANC (پورین‌ها) واسطه می‌شوند. این کشف، زمینهٔ جدیدی را در مطالعه تعامل سیستم ایمنی و سیستم عصبی در سطح سیناپس گشود.

## تاریخ و فلسفه علوم اعصاب
موضوع اصلی کارهای فلسفی بنت این است که دانشمندان علوم اعصاب در استفاده از زبان دچار سوءبرداشت شده‌اند، زیرا آن‌ها توانایی‌های روان‌شناختی ما مانند تفکر، حافظه و ادراک را به مغز نسبت می‌دهند. در حالی که از نظر او، این فرد صاحب مغز است که این ویژگی‌ها را داراست، نه خود مغز. مغز تنها ابزاری ضروری برای بیان این توانایی‌هاست. بنت و همکارش پیتر هکر این اشتباه را مغالطه جزء و کل می‌نامند. روشن کردن این سوءبرداشت‌ها تأثیر عمیقی بر درک ما از خودمان دارد.
در پژوهش‌های تاریخی‌اش، بنت تکامل ایده‌های مربوط به عملکرد بخش‌های مختلف مغز و سازمان‌دهی آن‌ها را از زمان ارسطو تا به امروز دنبال کرده است. او استدلال می‌کند که ایده‌های بنیادی در این حوزه از ترکیب تحقیق علمی، تعصبات و گاه حتی غیرعقلانیت پدید می‌آیند. او همچنین نشان می‌دهد که چگونه فرضیه‌های مناسب دربارهٔ عملکرد مغز، اغلب برای مدت طولانی کنار گذاشته می‌شوند و جای خود را به فرضیه‌های کمتر منطقی می‌دهند.
یکی از این فرضیه‌های نادرست، این باور است که عملکرد مغز را می‌توان به‌طور مستقل از رفتار انسان بررسی کرد. در حالی که بنت معتقد است که رفتار (در معنای گسترده) زیربنای تمام مطالعات مربوط به ویژگی‌های انسانی است، چه در علوم اعصاب و چه در سایر حوزه‌ها.
آثار و نقدهای او بر علوم اعصاب شناختی
از مهم‌ترین کتاب‌های او در این زمینه می‌توان به موارد زیر اشاره کرد:
- The Idea of Consciousness (ایده آگاهی، ۱۹۹۷)
- History of the Synapse (تاریخچه سیناپس، ۲۰۰۰)
- Philosophical Foundations of Neuroscience (مبانی فلسفی علوم اعصاب، ۲۰۰۳ – با پیتر هکر)
- Neuroscience and Philosophy: Brain, Mind and Language (علوم اعصاب و فلسفه: مغز، ذهن و زبان، ۲۰۰۶ – با دانیل دنت، جان سرل و پیتر هکر)

در سال‌های اخیر، بنت بر نقد مغالطه مدولار در علوم اعصاب تأکید کرده است. او استدلال می‌کند که نه تنها نباید توانایی‌های روان‌شناختی را به مغز نسبت داد، بلکه نسبت دادن این توانایی‌ها به بخش‌های خاصی از مغز نیز اشتباه است.
او همچنین نشان می‌دهد که علوم اعصاب شناختی، این توانایی‌ها را در قالب جعبه‌های به‌هم‌پیوسته نمایش می‌دهد که در نهایت به شیءانگاری فرد دارای این توانایی‌ها منجر می‌شود.
بنت این مشکلات را در کتاب‌های زیر به تفصیل بررسی کرده است:
- Virginia Woolf and Neuropsychiatry (ویرجینیا وولف و روان‌پزشکی عصبی، ۲۰۱۳)
- History of Cognitive Neuroscience (تاریخچه علوم اعصاب شناختی، ۲۰۰۸ – با پیتر هکر)

## روان‌پزشکی عصبی
در سال ۲۰۰۹، بنت و همکارانش به بررسی عملکرد سیناپس‌ها در بیماری‌های روان‌پزشکی عصبی پرداختند. آن‌ها برای اولین بار نشان دادند که استرس چگونه منجر به از بین رفتن سیناپس‌ها در بخش‌های خاصی از مغز می‌شود. این پدیده عامل کاهش ماده خاکستری در بیماران است که از طریق تصویربرداری پرتو مغناطیسی (MRI) مشاهده می‌شود.
محاسبات اولیه بنت، اولین توضیح کمی دربارهٔ چگونگی مصرف انرژی در قشر مغز توسط فعالیت سیناپسی و هدایت ایمپالس های عصبی را ارائه کرد. به دنبال این کار، او یک مدل کمی از چگونگی تأثیر تخریب مسیرهای عصبی در مغز مبتلایان به اسکیزوفرنی بر عملکرد سیناپس‌های ماده خاکستری و در نتیجه کاهش انرژی قشری ارائه داد.